# Акбулак (Осакаровский район)
Акбулак (каз. Ақбұлақ, до 2002 г. — Пролетарское) — село в Осакаровском районе Карагандинской области Казахстана. Административный центр сельского округа Акбулак. Код КАТО — 355671100.

## История
Основано в 1954 г. как центральная усадьба целинного совхоза «Тракторист».

## Население
В 1999 году население села составляло 1280 человек (625 мужчин и 655 женщин). По данным переписи 2009 года, в селе проживали 1203 человека (601 мужчина и 602 женщины).